# Lange Max

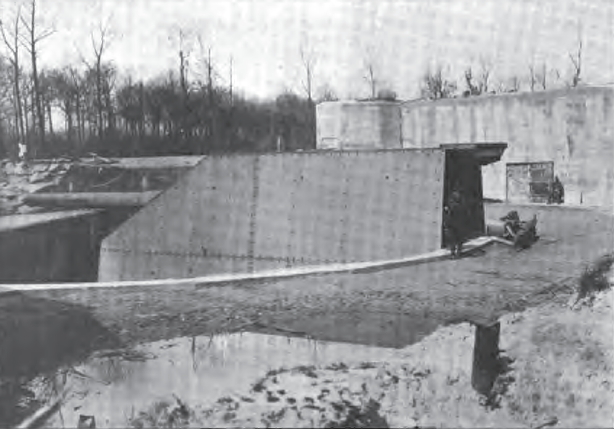
38-cm "Lange Max" van Koekelare (Leugenboom), 's werelds grootste kanon in 1917.

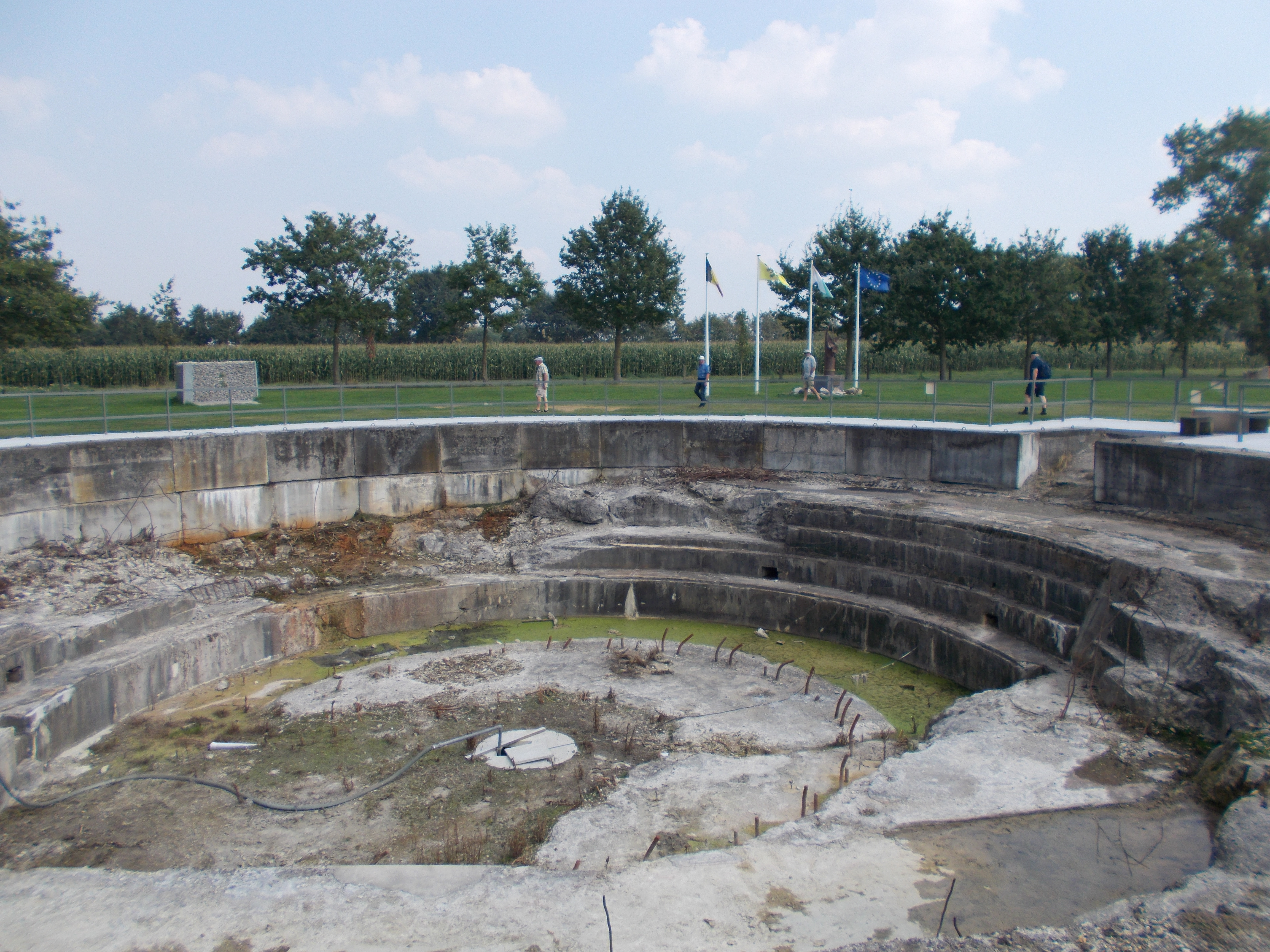
De restanten van het artillerieplatform van het gewezen Duitse kanon "Lange Max" in Koekelare.

Lange Max was de bijnaam van een groot Duits kanon (type 38-cm-Schnellladekanone L/45) dat tijdens de Eerste Wereldoorlog werd gebruikt voor het beschieten van de Franse stad Duinkerke. Er stond onder andere een exemplaar van het kanon in het Stokerijbos in de wijk Leugenboom in de Belgische gemeente Koekelare. Dit kanon was de grootste in zijn soort en maakte deel uit van de zogenaamde Pommernbatterij. De bouw van het kanon startte in 1915 en werd in 1916 voltooid. Het werd pas in 1917 in werking gesteld om Duinkerke en Ieper onder vuur te nemen.

## Naam
Het kanon te Koekelare werd en wordt in de volksmond de Lange Max genoemd. De Lange Max wordt vaak verward met Dikke Bertha. Dikke Bertha was geen kanon, maar een Duitse houwitser.

## Beschrijving
Met een massa van 77.600 kg en een lengte van 17,13 meter werd de Lange Max het grootste kanon dat tot dan toe was gebruikt. De Lange Max was geplaatst op een affuit, die uit twee grote zijwanden bestond en in een betonholte van 20 meter doorsnede op een spil draaide. Deze holte had een bijzondere vorm om het een schootsveld van 157° te kunnen geven, waarvan de as over Duinkerke loopt. De Lange Max kon projectielen tot op 75 km afstand schieten. De projectielen van dit kanon hadden een doorsnede van 0,38 m, een lengte van 1,80 m tot maximum 2,10 m en een massa van 750 kg. Ze moesten dan ook met een speciaal karretje tot bij het kanon gebracht worden. Het sluitstuk had een diameter van 1,00 m. De bediening was elektrisch, maar er was ook handbediend drijfwerk voorzien. Aan het affuit was een beschermingscel voorzien voor de geschutbedieners, gebouwd in sterk plaatijzer van 50 mm dikte. De indrukwekkende geschutbedding is nog steeds te zien in het Lange Max Museum te Koekelare.

## Doel
De Lange Max had het voornamelijk op Duinkerke gemunt. Ook Ieper werd vanuit Koekelare beschoten. Door de beschieting van Duinkerke hoopten de Duitsers om aan het front het moreel aan te tasten. De Lange Max was niet het enige kanon met dit doel, ook de Predikboombatterij opgericht in 1915 te Klerken beschoot Duinkerke. De Predikboombatterij kon deze beschietingen slechts één zomer volhouden. Het kanon werd op 29 augustus 1915 vernield door twee Franse marinekanonnen.
Duinkerke lag 44 km ver. De beschieting van een stad op zo'n afstand was voor de Duitsers een prestigezaak. Na de vernieling van de Predikboombatterij bouwde men een nieuw en zwaarder kanon in Koekelare, de Lange Max.

## Eerste Wereldoorlog
De eerste schoten van de Lange Max werden gelost op 27 juni 1917. Die dag stortten op Duinkerke 47 obussen neer. De projectielen van de Lange Max naar Duinkerke waren 90 seconden onderweg. De eerste granaat kwam op het casino van Malo-les-Bains terecht. Dit was het hoofdkwartier van het 15de Britse korps. Er vielen 24 slachtoffers: 11 doden en 13 gewonden. In Duinkerke werd men verplicht om speciale schuilplaatsen te bouwen.
In het totaal kreeg Duinkerke vanuit Koekelare 32 beschietingen te verduren: 411 granaten maakten er ongeveer 300 slachtoffers (114 doden, 185 gewonden. Naast Duinkerke werden ook Ieper, Veurne, Koksijde, Alveringem, Fortem, Sint-Winoksbergen en Klein-Leisele beschoten. De geweldige losbarstingen van het kanon waren tot in Torhout en zelfs Oostende voelbaar. Ook veel huizen in Koekelare werden beschadigd.
De geallieerden zochten naar het kanon met vliegtuigen, maar de Duitsers verhinderden dit door rook te maken op verschillende plaatsen in de buurt met behulp van teerputten.
Uiteindelijk viel het kanon op 17 oktober 1918 toch in handen van de Belgische soldaten, nadat het op 16 oktober 1918 om 2:40 voor het laatst had geschoten. Voor hun vlucht ondernamen de Duitsers een poging om het kanon te vernietigen. Met neergelaten loop werd een granaat afgevuurd. Normaal zou de granaat voor hij volledig uit de loop van het kanon was, op de dikke muur stoten en zo het kanon vernietigen. De Duitsers hadden hun eigen creatie onderschat. De granaat drong dwars door het gewapend beton om 800 meter verder in de velden te ontploffen.

## Het interbellum
Na de Eerste Wereldoorlog werd het kanon tijdens het interbellum een toeristische attractie. Belgen uit alle hoeken van het land, maar ook Duitsers, Engelsen, Nederlanders en Fransen waren nieuwsgierig naar de Lange Max. Er werd commercieel handig op ingespeeld. Vele oorlogsinvaliden stonden aan de ingang om prentkaarten en andere souvenirs te verkopen of om mensen te gidsen.

## Tweede Wereldoorlog
Tijdens de Tweede Wereldoorlog lieten de Duitsers in de lente van 1941 Lange Max in stukken springen. De bevolking werd op voorhand bevolen om alle deuren en vensters open te zetten. Om het metaal van het voormalige kanon af te voeren werd een spoorlijn aangelegd. Deze lijn liep van Leugenboom tot het station van Eernegem. Vanuit Eernegem werd het metaal verder naar Duitsland getransporteerd waar het zou worden omgesmolten.

## Na de oorlogen
In 1969 werd het voorstel gedaan om een indicatiesteen te plaatsen "hier stond de Lange Max". Het idee werd pas in 1978 werkelijkheid. Maar het bleef niet enkel bij deze steen. In 1997 ontstond de werkgroep Lange Max. Het jaar erop kocht deze werkgroep de hoeve waar de toegang tot het kanon zich vroeger bevond. In 2000 werd op deze plaats een vredesmuseum en herinneringspark ingericht; dit museum maakte eind 2014 plaats voor een volwaardig vernieuwd museum, het Lange Max Museum.
In het museum maakt men kennis met de geschiedenis van het kanon Lange Max en ontdekt men de Duitse zijde van de oorlog tijdens de Eerste Wereldoorlog. Verder is het mogelijk om de resten van de geschutsbedding en de ondergrondse bunkers te bezoeken.